# Софийска Света гора
Вижте пояснителната страница за други значения на Света гора.
Софийската (Mала) Света гора или Средецка Мала Света гора е средновековен комплекс от 14 манастирски обители, плюс скитове, постници и параклиси, развил се в околностите на София и заобикалящите я планини в епохата на Второто българско царство в периода 1185 – 1417 г.
За лавра (първи в йерархията) се е  Бистришкият манастир „Св. Никола“, напълно разрушен от турците. На негово място е издигнат днешният храм „Св. Георги“ в Бистрица, а най-прочут и днес е царският Драгалевски манастир „Света Богородица Витошка“, издигнат от цар  и обгрижван от сина му цар Иван Шишман.
В Софийско до нашествието на турците съществуват над 100 духовни убежища. Много от тях, запазили в добра степен автентичния си вид или възобновени, са действащи православни манастири и днес – общо над 40 манастира в Софийското и околните му полета, във Витоша, Люлин, Лозенската планина, в Софийска планина (южните склонове на Стара планина при София) и съседните им планини – в Плана, в Конявска планина и Голо бърдо, във Вискяр планина, в Бурел и Чепън.
Генезисът на комплекса е спонтанен, около съществуващи черкви.
Общността от първите 14 манастира включва:
- Бистришки манастир „Св. Никола“ (днес храмът „Св. Георги“ в Бистрица), разрушена крепост до манастира в местността Калугерови ливади. От времето на II Българско царство, бил е централен за Софийската Света Гора, разрушен в 1382 г.,
- Бистришки манастир „Св. Петка“, от 10 век, действащ, мъжки, игумен е отец Силуан.
- Бистришки манастир „Св. Петър“, от 9 век, разрушен е от турците в 14 век. Под него днес е запазена късноантична гробница от 4 век с размери 3,35 х 2,99 х 2,28 м, в която се влиза по каменни стълби от притвора. Сега е манастир „Свети Йоаким и Анна“, настоящия храм е от 1950 г., а манастирските сгради от 1977 г., действащ манастир един монах – отец Яков.
- Боянска църква „Св. св. Никола и Пантелеймон“,
- Владайски „Св. Петка“,
- Германски „Св. Йоан Рилски“, подворие на Зографския манастир „Св. Георги“ в Света Гора, Атон.
- Драгалевски „Св. Богородица Витошка“,
- Железнишки „Св. Дух“,
- Кладнишки „Св. Никола“,
- Кокалянски „Св. Архангел Михаил“,
- Лозенски „Св. Спас“,
- Симеоновски „Св. Архангел Михаил“,
- Студенечки манастир ”Св. Георги“,
- Урвички (Панчаревски) „Св. Никола“.

Днес към тези 14, по едноименения проект за възражднето и социализирането на обителите и светите места около София от Столичната община, са приобщени и:
- Буховски манастир „Света Мария Магдалена“ – 16 век, недействащ,
- Буховски манастир „Свети Архангел Михаил“ – 16 век, недействащ,
- Елешнишки манастир „Свето Успение Богородично“,
- Курилски манастир „Свети Иван Рилски“,
- Кремиковски манастир „Свети Георги Победоносец“,
- Подгумерски манастир „Свети Великомъченик Димитър“,
- Сеславски манастир „Свети Николай Мирликийски“ и др.

## Списък на манастирите
- Батулийски манастир „Свети Никола Чудотворец“.
- Боянски манастир „Св. св. Никола и Пантелеймон“ около църквата от 10 век се заражда манастир в 13 век след турското нашествие той запустява и църквата става енорийска за Бояна. Бившият манастирски двор днес е парк с уникални за България секвои посадени от цар Фердинанд I, тук е погребана царица Елеонора. Днес не е действащ, а е музей, паметник на световното културно наследство от списъка на ЮНЕСКО.
- Германски манастир „Св. Йоан Рилски“ е построен в средата на 11 век. За първи път името му се споменава в дарствен хрисовул на византийския император Алексий I Комнин.[1] Местна легенда свързва мястото, на което е издигнат манастира със Св. Йоан Рилски, за когото се твърди, че пребивавал тук преди своята анахореза в Рила. Разрушен от турците в края на 14 в., възстановен е век по-късно, в 17 век манастира отново е силно духовно средище с книжовна дейност. Оттук е Гéрманския сборник от граматик Никола, пазен в Народната библиотека „Св. св. Кирил и Методий“. През 18 век е разорен от кърджали. Монасите и местни хора го построяват наново в 1818 г. с еднокорабна църква, вкопана в земята и жилищни сгради. в 1886 г. старата църква е съборена и на нейно място от игумена Никифор и брат му Кирил била построена нова върху основите на стария храм – еднокорабна, едноапсидна църква, без купол, с притвор, без стенописи, нов иконостас, с икони на Св. Йоан Рилски, Св. Богородица, Иисус Христос, Св. Йоан Предтеча и Св. Никола Мирликийски, рисувани от Иван и Никола Доспевски от град Самоков. Жилищните сгради са от 19 – 20 век. В края на 19 век Княз Фердинанд и Княгиня Мария Луиза засаждат две секвои от северната страна на църквата, също и цар Борис III, който също засажда дърво.
- Горнобанския манастир „Св. св. Кирил и Методий“ (известен още и като Люлински) Основан е в 13 век, свързва се с II българско царство и крепостта пазеща Бучинския проход, по времето когато Осман Пазвантоглу вилнеел из Западна България тук са пренесени от св. Неделя и са скрити мощите на сръбския крал Стефан Урош Милутин. Манастирът е многократно разрушаван и възстановяван. Настоящата църква е осветена през 1876 г. от софийския митрополит Мелетий, започва и строителството на просторна двуетажна сграда с чардаци. През 50-те години на 20 век, в манастира са настанени трудови войски, което слага край на духовния живот там. Впоследствие Светата обител е възстановена, но през 1972 г., пожар унищожава манастирските сгради, възстановена е само църквата, но без съществувалия дотогава купол. Днес има църква и навес.
- Дивотински манастир „Св. Троица“ при с. Дивотина до Банкя, построен в 1046 г. След завземането на София от турците 1382 г. е разрушен, останали са само малки дървени части от иконостаса и три стенописни икони, възобновен е в 1875 г. Дивотинският м-р е поддържал килийно училище и подпомагал освободителните борби, приютявал е Васил Левски. Известен е и като Царски манастир, заради честите посещения на Цар Фердинанд, той дори подарил две каляски на тогавашната игумения, Клавдия, църквата и манастирските сгради са построени в 1902 г.
- Драгалевски манастир „Света Ботородица Витошка“ основан 14 век, паметник на културата, стенописи от 15 век, подслонявал неведнъж Васил Левски и събранията на Софийския революционен комитет, оформя комплекс с митрополитската резиденция, действащ.
- Елешнишки манастир „Успение на Света Богородица“ на 4 км от село Елешница, построен в края на 14 век при управлението на цар Иван Шишман, възстановен в 16 век, от св. Пимен Зографски от София. През 16 – 18 век е силен книжовен център, от него са запазени Четвероевангелие, Псалтир и др. книжовни паметници, съхранявани в Националния църковен историко-археологически музей в София. Манастирската църква „Света Богородица“ е с ценни стенописи от 16 и 19 век. През 18 век в манастира е открито килийно училище. В 1793 г. разрушен от кърджалии, в 1820 г. изграден наново. Състои се от църква, жилищни и стопански постройки, които са в много лошо състояние. Църквата от 16 век е възстановена неотдавна и в днешния си вид представлява малка еднокорабна, едноапсидна конструкция с притвор и добавен по-късно към южната фасада открит притвор. В храма има стенописи от три различни периода. Първите са от началото на 17 век – няколко сцени и фигури с образите на Св. Козма, Св. Никола и Св. Мардарий. Вторият стенописен слой е запазен най-добре в притвора, но тези стенописи не са така майсторски като тези от първия период. Третият слой рисунки е от 1863 г., отличава се композицията „Страшният съд“. Иконостасът на църквата също представлява интерес с иконите си „Св. Богородица“, „Иисус Христос“, и „Архангел Михаил“, датирани от началото на 19 век. Манастирът е действащ, но необитаем, районът е защитена местност.[2][3]
- Илиянски манастир „Св. Пророк Илия“ в село Илиянци (днес столичен квартал), от него е оцеляла само източната част на църквата, датираща от 16 – 17 век. Под нея са основите на по-стария храм, изграден в средата на 14 век по времето на цар Иван Александър. Манастирът има църква, малка едноетажна жилища постройка, чешма и дървена камбанария до нея. Храмът е от 16 – 17 век, стенописите са три различни периода. Първите са създадени веднага след построяването на храма в края на 16 и началото на 17 век. Върху свода са изписани образите на Христос Пантократор, Христос Ангел и Христос Емануил. От Христологичните цикли са запазени сцените „Неверие Томино“, „Слизане в ада“, „Разпятие“ и др. От светците в цял ръст личат образите на св. Георги, св. Димитър, св. Теодор Стратилат и на св. Иван Рилски. Вторият период е в края на 17 век, когато към Илиянската църква е прибавен притвор, а старата украса е замазана с вар. На източната стена е запазен откъс от „Страшният съд“, а в преддверието е Зодиакът и олицетворенията на слънцето, огъня, дните и др. През 19 век към църквата е пристроен още един външен притвор, изписан в 1832 г. от банския зограф Тома Вишанов, със стремеж към реалистично представяне на фигурите и предметите, колорита и фигурите са по-семпли. Църквата е реставрирана в периода 1977 – 1979 г. по проект на арх. Ст. Янев и арх. Хр. Ганчев от Националния институт за паметниците на културата. Стенописите са консервирани и експонирани от художник – реставратора П. Попов.
- Искрецки манастир „Успение Богородично“ при село Искрец, основан в края на 13 век по времето на цар Георги I Тертер, разрушен от турците през 1382 г. В 1602 г. е възобновена църквата, а от 1834 г. действа отново като манастир. Църквата е еднокорабна, едноапсидна, безкуполна постройка, укрепена с контрафорси и пристроен притвор през 1846 г. към първоначалния наос. Църквата е проста без външна украса, стенописите са от 17 и 19 век. По-старите са в наоса – изображения на трите образа на Христос – Емануил, Вседържител и Ветхий денми. Олтарната апсида включва образите Богородица Ширшая небес и Петдесетница. Вторият слой стенописи, намиращи в притвора, са сцени от „Апокалипсиса“ и „Откровението на евангелист Йоан“, „Притчата за митаря и фарисея“, „Мъченията на душата“ и др. Южно от църквата се намира осмостенна кръщелня от 18 век, запазена е и една двуетажна постройка с масивен каменен цокъл и малък чардак, строена през 19 век. Манастирът не е действащ.
- Кладнишки манастир „Св. Никола“, първоначално разположена по-високо над манастира е крепостта на болярина. Турците през владичеството го опустошават няколко пъти и той запустява. В 1841 е възстановен от местните хора водени от Спас Бурнов от село Мърчаево, първи игумен на манастира, който е комплекс от църква, жилищни и стопански сгради. Църквата е малка еднокорабна, едноапсидна, с две конхи без купол. През 1866 г. до западната ѝ фасада, като открит притвор, е достроен портик, зографисана е в 1883 г. от самоковеца Косто Антикаров, стенописа е наивен, книгата с историята на манастира е изгорена след 9 септември 1944 г., а имотите му са конфискувани, стопанството запада и религиозните му функции – замират, в 1995 г. в манастира се настанява монашеско братство, което напуска в 2000 г., но до в 2001 г. местните власти се заемат с възстановяването на манастира, той възвръща имотите си и възобновява духовната си дейност. Днес манастира е необитаем, действащ.
- Клисурски манастир „Света Петка Параскева“ до гр. Банкя при с. Клисура в Люлин планина. Разрушаван от турците, старата църква и архива са унищожени от пожар в средата на ХХв., възстановен преди няколко десетилетия от странстващата руска схимонахиня Мария Магдалена Дохторова с помощта на околните християни в български православен стил, с колоритно изписана манастирска сграда и скромна църква, действащ.
- Кокалянски манастир „Свети Архангел Михаил“ при с. Кокаляне изграден от цар Иван Александър в средата на 14 век в подножието на връх Манастирище.[4] Известен с Кокалянското евангелие на Йоан Кратовски и Урвичкия сборник, съдържащ похвални слова за архангелите Михаил и Гавриил (включително и похвалното слово от Климент Охридски), както и 26 листа изпълнени с дарителски записки от 16-и, 17-и и 18 век. Заедно с Панчаревския (Урвички) манастир „Свети Никола – Летни“ и крепостната църква-манастир „Св. Илия“ образуват Урвичкия крепостен комплекс. Расипван два пъти от турците, напълно възстановен в края на 19 век, паметник на културата, действащ.
- Кремиковски манастир „Св. Георги Победоносец“ от 14 век в южните склонове на Стара планина над с. Кремиковци, разрушен от турците, възстановен от болярина Радивой в 1493 г., забележителни стенописи в стария храм, паметник на културата, нов голям храм от 20 век, действащ манастир.
- Курилски манастир „Св. Йоан Рилски“ при с. Курило е от I българско царство, в началото на владичеството турците го разрушавт. През 1593 г. е възстановен от хората в околните села – Кумарица, Доброславци и Требич, църквата, запазена оттогава, е еднокорабна, едноапсидна с два притвора, изписана през 1596 г. от св. Пимен Зографски, оттогава са оцелели няколко образа на светци и отделни сцени. Сравнително добре запазена е композицията „Успение Богородично“, от светците в цял ръст се различават образите на св. Панталеймон и св. св. Константин и Елена. През 1816 г., при игумен Викентий, църквата е отново изписана, но не така артистично. В 1830 г. към църквата се пристроява вътрешно преддверие, където е изписан образа на Св. Иван Рилски е включен към композицията Моление (Дейсис), редом с Исус Христос, Богородица и Йоан Кръстител. В изграденото през 1849 г. външно преддверие, интерес представляват сцените – „Изгонването от Рая“ и „Възнесение на пророк Илия“. Манастирът е съхранявал ценни реликви – евангелие от 16 век, писано от отец Матей и печатано във Влашко и каменен свещник със старобългарски надписи от 1497 г.(сега са в Църковния историко-археологически музей в София). В началото на 20 век Курилският девически манастир е имал 45 монахини и печатница за християнска литература.
- Лозенски (Долнолозенски) манастир „Свети Спас“ в Лозенска планина, над с. Долни Лозен под върх Полуврак, основан в 13 век, в периода 1671 – 1694 г. тук има книжовна и калиграфска школа. В 1737 г. манастира става център на Въстанието на архиереите в Софийско и Самоковско. При подавянето му края на юли и началото на август по заповед на Али паша Кюпрюлюоглу са избити около 350 софийски граждани, свещеници, монаси и хора от околните села, включително Самоковския митрополит Свети Симеон Самоковски. Манастирът е действащ.
- Обрадовски манастир „Св. Мина“ на брега на Владайска река, в село Обрадовци до София, манастирът е основан в късно-римската епоха. През 11 век е бил голям манастирски комплекс с 40 параклиса, различни манастирски сгради, духовно училище и метох на Света гора. Манастирът е разрушен напълно от турците. През 1942 г. е възстановен, днес е действащ.
- Панчаревски манастир „Свети Никола – Летни“ до крепостта Урвич след с. Панчарево, основан в 10 век. Заедно с крепостта „Урвич“, крепостната черква-манастир „Св. Илия“ и Кокалянския манастир „Св. Архангел Михаил“ образуват Урвичкия крепостен комплекс. Разрушен напълно от турците в края на 14 в. Изграден наново от намерените основи в 1929 г., възобновяван на два пъти – в 1938 г. и 1996 г., действащ, без монаси.
- Подгумерски манастир „Св. Димитър" в подножието на Стара планина до с. Подгумер, от 13 в. разрушен от турците в края на 14 век, в 1597 г. е възобновен, според надписа над вратата на манастирската църква. Тя е църквата, от 16 век, малка, еднокорабна и едноапсидна с голям притвор и без купол. Стенописите са на популярния зограф св. Пимен Зографски (Софийски), Обителта в 16 – 18 век е книжовно средище в Софийско с богата библиотека, включваща екземпляр от първото издание на Софрониевия „Неделник“, отпечатано в Рим през 1806 г. и книга за всичките празници за дванадесетте месеца на годината (Миней). Манастира е разрушаван неколкократно, като е възстановяван за последно в 1848 г. от жителите на околните села – Курило, Гниляне, Кумарица, Желява и др. Понастоящем Подгумерският манастир е периодично действащ.
- Сеславският манастир „Свети Никола“ е основан през II Българско царство, разрушен от турците, в 15 – 16 век църквата е възстновена и изписана с високо майсторство от св. Пимен Зографски, жилищните сгради почти са рухнали. Манастирът е недействащ.
- Шияковски манастир „Свети Архангел Михаил“, на 1 км над Костинброд към Петрохан, в годините на владичеството игумен е Генадий Скитник (игумен и на Драгалевския манастир) – съратник и приятел на Левски от легията в Белград. В 1929 г. полуразрушената сграда на манастира е изоставена и е построена сега съществуващата сграда на 4 – 5 м. южно. Днес от манастира е останала само църквата.
- Крепостна черква-манастир „Св. Илия“ – в крепостта Урвич, унищожена при турското нашествие. Разположена във вътрешната част на твърдината, в централната част на хребета „Средобърдие“. Част от Урвичкия крепостен комплекс, паметник на културата, археологически обект.